# Houtaing
Houtaing (in olandese Houthem), è una sezione del comune belga di Ath, situato nella provincia dell'Hainaut, nella regione della Vallonia.

## Monumenti e luoghi di interesse

### Castello della Berlière
Antica rocca del XVIII secolo ora collegio per alta scuola gestita dai padri Giuseppini.

### Mausoleo d'Oultremont
Antico mausoleo celebrativo del casato d'Oultremont.